# SV Racing Club Aruba
Der 1934 gegründete SV Racing Club Aruba (vollständiger Name: Sport Vereniging Racing Club Aruba) ist ein Fußballverein aus Solito, Oranjestad auf der Insel Aruba. Der Verein konnte bislang 33 Mal den Meistertitel von Aruba erringen, zuletzt in der Saison 2018/19. Zudem gewann der Verein in der Saison 1965 die Kopa Antiano.

## Erfolge
- Kopa Antiano[1]

Meister: 1965
- Division di Honor[2]

Meister: 1938, 1939, 1940, 1941, 1942, 1945, 1946, 1947, 1948, 1950, 1951, 1952/53, 1954, 1956, 1957, 1959, 1960, 1964/65, 1967/68, 1978, 1979, 1986, 1987, 1991, 1994, 2002, 2007/08, 2010/11, 2011/12, 2014/15, 2015/16, 2018/19